# Speyeria alcestis
Speyeria alcestis är en fjärilsart som beskrevs av Edwards 1876. Speyeria alcestis ingår i släktet Speyeria och familjen praktfjärilar. Inga underarter finns listade i Catalogue of Life.